# Saint-Loup (Tarn-et-Garonne)
Pour les articles homonymes, voir Saint-Loup.
Saint-Loup est une commune française située dans l'ouest du département de Tarn-et-Garonne, en région Occitanie. Sur le plan historique et culturel, la commune est dans la Lomagne, une ancienne circonscription de la province de Gascogne ayant titre de vicomté, surnommée « Toscane française ».
Exposée à un climat océanique altéré, elle est drainée par la Garonne, l'Arrats et par divers autres petits cours d'eau. La commune possède un patrimoine naturel remarquable : un site Natura 2000 (« Garonne, Ariège, Hers, Salat, Pique et Neste »), un espace protégé (le « cours de la Garonne, de l'Aveyron, du Viaur et du Tarn ») et quatre zones naturelles d'intérêt écologique, faunistique et floristique.
Saint-Loup est une commune rurale qui compte 535 habitants en 2022. Elle fait partie de l'aire d'attraction de Valence. Ses habitants sont appelés les Saint-Loupains ou  Saint-Loupaines.

## Géographie

### Communes limitrophes
Les communes limitrophes sont Auvillar, Donzac, Espalais, Golfech, Saint-Cirice et Dunes.
|        | Golfech      | Espalais |
| Donzac | Saint-Loup   | Auvillar |
|        | Saint-Cirice |          |

### Hydrographie

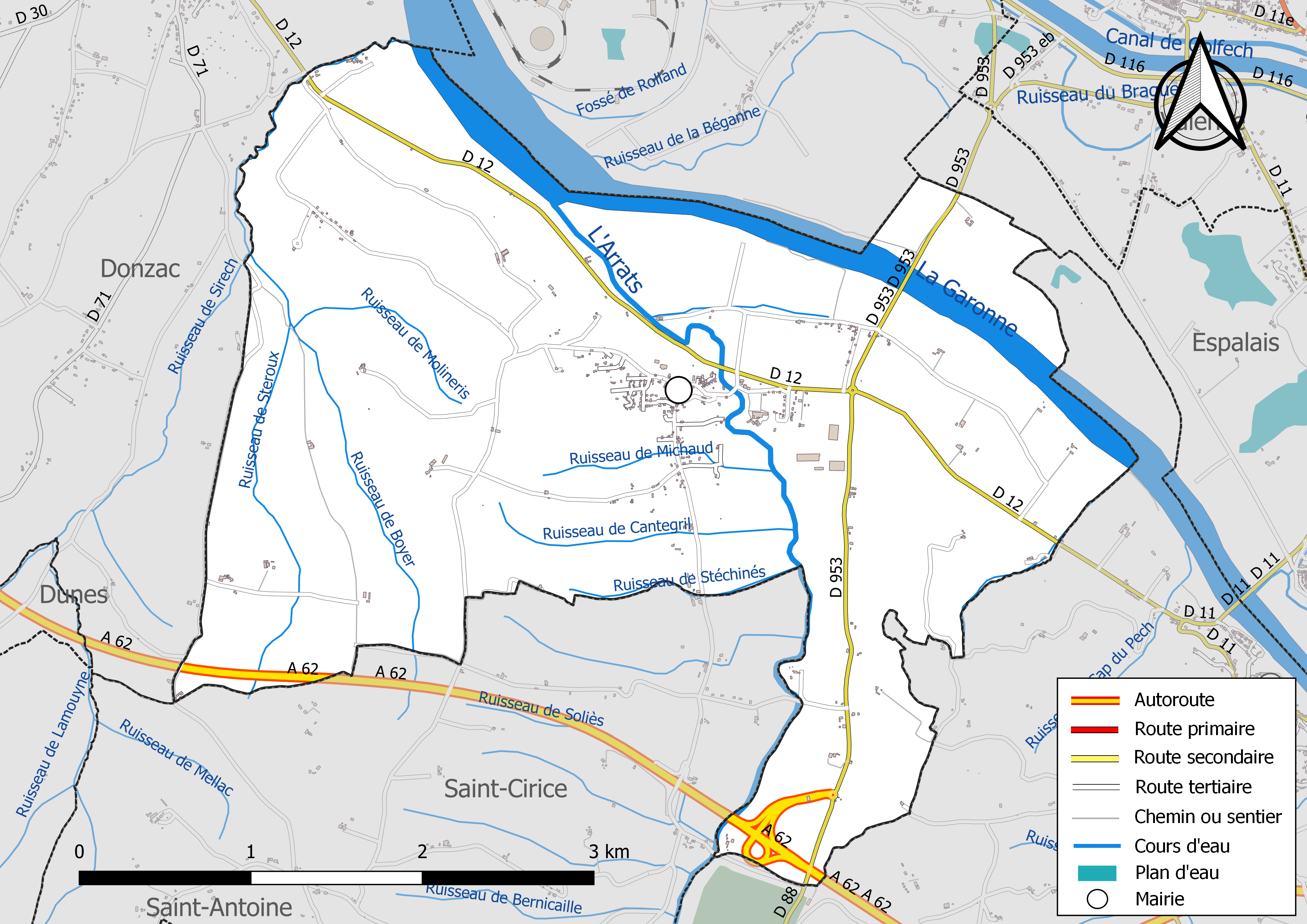
Réseaux hydrographique et routier de Saint-Loup.

La commune est dans le bassin versant de la Garonne, au sein du bassin hydrographique Adour-Garonne. Elle est drainée par la Garonne, l'Arrats, le ruisseau de Boyer, le ruisseau de Cantegril, le ruisseau de Michaud, le ruisseau de Molineris, le ruisseau de Sirech, le ruisseau de Stéchinés, le ruisseau de Steroux et par deux petits cours d'eau, constituant un réseau hydrographique de 20 km de longueur totale,.
La Garonne est un fleuve principalement français prenant sa source en Espagne et qui coule sur 529 km avant de se jeter dans l’océan Atlantique.
L'Arrats, d'une longueur totale de 162 km, prend sa source dans la commune de Lannemezan et s'écoule du sud vers le nord. Il traverse la commune et se jette dans la Garonne sur le territoire communal, après avoir traversé 66 communes.

### Climat
Pour des articles plus généraux, voir Climat de l'Occitanie et Climat de Tarn-et-Garonne.
En 2010, le climat de la commune est de type climat du Bassin du Sud-Ouest, selon une étude du Centre national de la recherche scientifique s'appuyant sur une série de données couvrant la période 1971-2000. En 2020, Météo-France publie une typologie des climats de la France métropolitaine dans laquelle la commune est exposée à un climat océanique altéré et est dans la région climatique Aquitaine, Gascogne, caractérisée par une pluviométrie abondante au printemps, modérée en automne, un faible ensoleillement au printemps, un été chaud (19,5 °C), des vents faibles, des brouillards fréquents en automne et en hiver et des orages fréquents en été (15 à 20 jours).
Pour la période 1971-2000, la température annuelle moyenne est de 12,5 °C, avec une amplitude thermique annuelle de 15,6 °C. Le cumul annuel moyen de précipitations est de 777 mm, avec 11 jours de précipitations en janvier et 6,3 jours en juillet. Pour la période 1991-2020, la température moyenne annuelle observée sur la station météorologique de Météo-France la plus proche, « Valence », sur la commune de Valence à 4 km à vol d'oiseau, est de 14,3 °C et le cumul annuel moyen de précipitations est de 747,3 mm. 
La température maximale relevée sur cette station est de 43 °C, atteinte le 12 août 2003 ; la température minimale est de −13,7 °C, atteinte le 9 février 2012,,.
Les paramètres climatiques de la commune ont été estimés pour le milieu du siècle (2041-2070) selon différents scénarios d'émission de gaz à effet de serre à partir des nouvelles projections climatiques de référence DRIAS-2020. Ils sont consultables sur un site dédié publié par Météo-France en novembre 2022.

### Milieux naturels et biodiversité

#### Espaces protégés
La protection réglementaire est le mode d’intervention le plus fort pour préserver des espaces naturels remarquables et leur biodiversité associée,.
Un  espace protégé est présent sur la commune : 
le « cours de la Garonne, de l'Aveyron, du Viaur et du Tarn », objet d'un arrêté de protection de biotope, d'une superficie de 1 262,3 ha.

#### Réseau Natura 2000

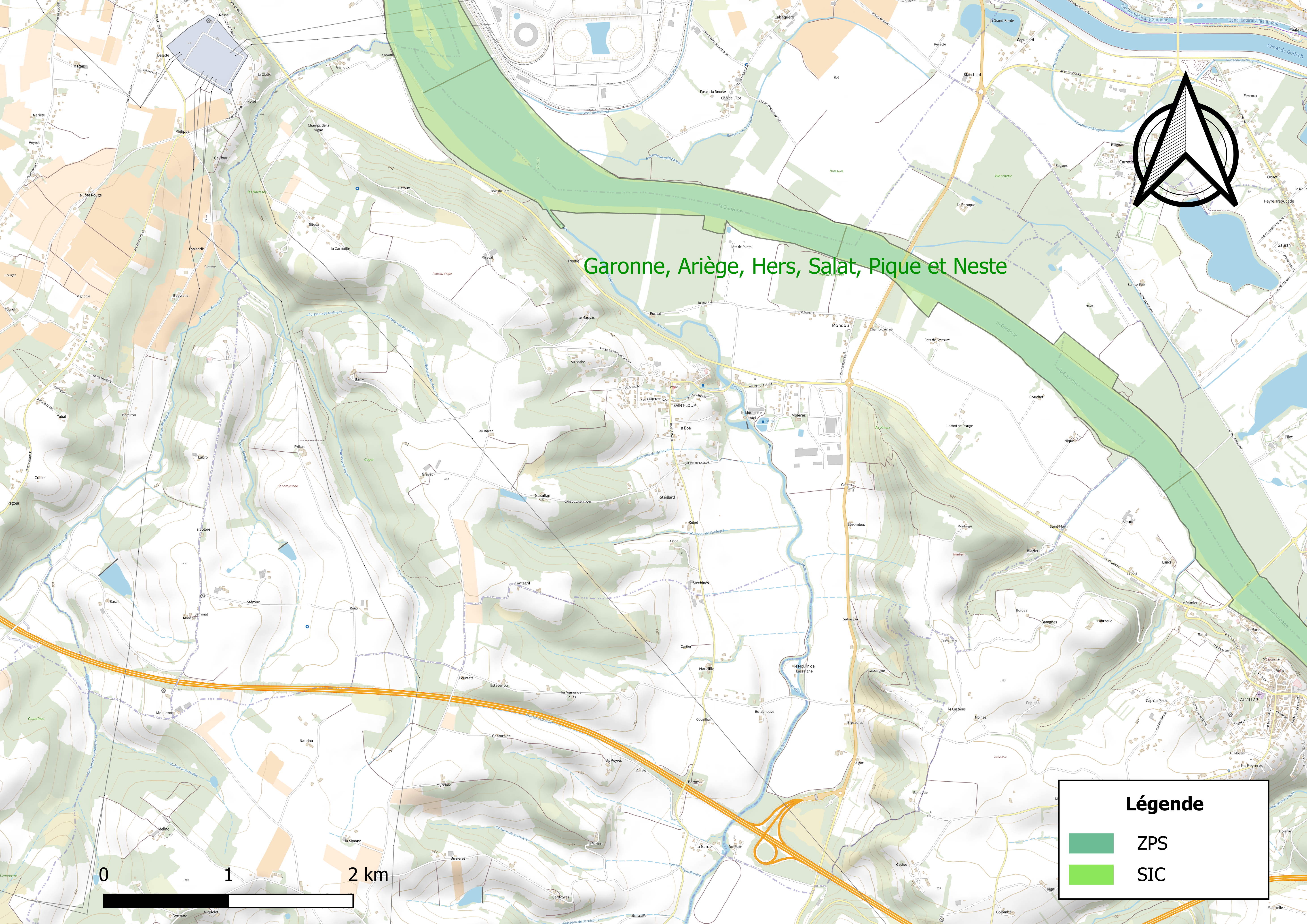
Site Natura 2000 sur le territoire communal.

Le réseau Natura 2000 est un réseau écologique européen de sites naturels d'intérêt écologique élaboré à partir des directives habitats et oiseaux, constitué de zones spéciales de conservation (ZSC) et de zones de protection spéciale (ZPS).
Un site Natura 2000 a été défini sur la commune au titre de la directive habitats : « Garonne, Ariège, Hers, Salat, Pique et Neste », d'une superficie de 9 581 ha, un réseau hydrographique pour les poissons migrateurs, avec des zones de frayères actives et potentielles importantes pour le Saumon en particulier qui fait l'objet d'alevinages réguliers et dont des adultes atteignent déjà Foix sur l'Ariège.

#### Zones naturelles d'intérêt écologique, faunistique et floristique
L’inventaire des zones naturelles d'intérêt écologique, faunistique et floristique (ZNIEFF) a pour objectif de réaliser une couverture des zones les plus intéressantes sur le plan écologique, essentiellement dans la perspective d’améliorer la connaissance du patrimoine naturel national et de fournir aux différents décideurs un outil d’aide à la prise en compte de l’environnement dans l’aménagement du territoire.
Deux ZNIEFF de type 1 sont recensées sur la commune :
les « bois du Fort, de Capet, butte aux Prieux » (155 ha), couvrant 2 communes du département, et 
« la Garonne de Montréjeau jusqu'à Lamagistère » (5 075 ha), couvrant 92 communes dont 63 dans la Haute-Garonne, trois en Lot-et-Garonne et 26 en Tarn-et-Garonne
et deux ZNIEFF de type 2, : 
- le « cours de l'Arrats » (815 ha), couvrant 30 communes dont 22 dans le Gers et huit dans le Tarn-et-Garonne[22] ;
- « la Garonne et milieux riverains, en aval de Montréjeau » (6 874 ha), couvrant 93 communes dont 64 dans la Haute-Garonne, trois en Lot-et-Garonne et 26 en Tarn-et-Garonne[23].

Carte des ZNIEFF de type 1 et 2 à Saint-Loup.
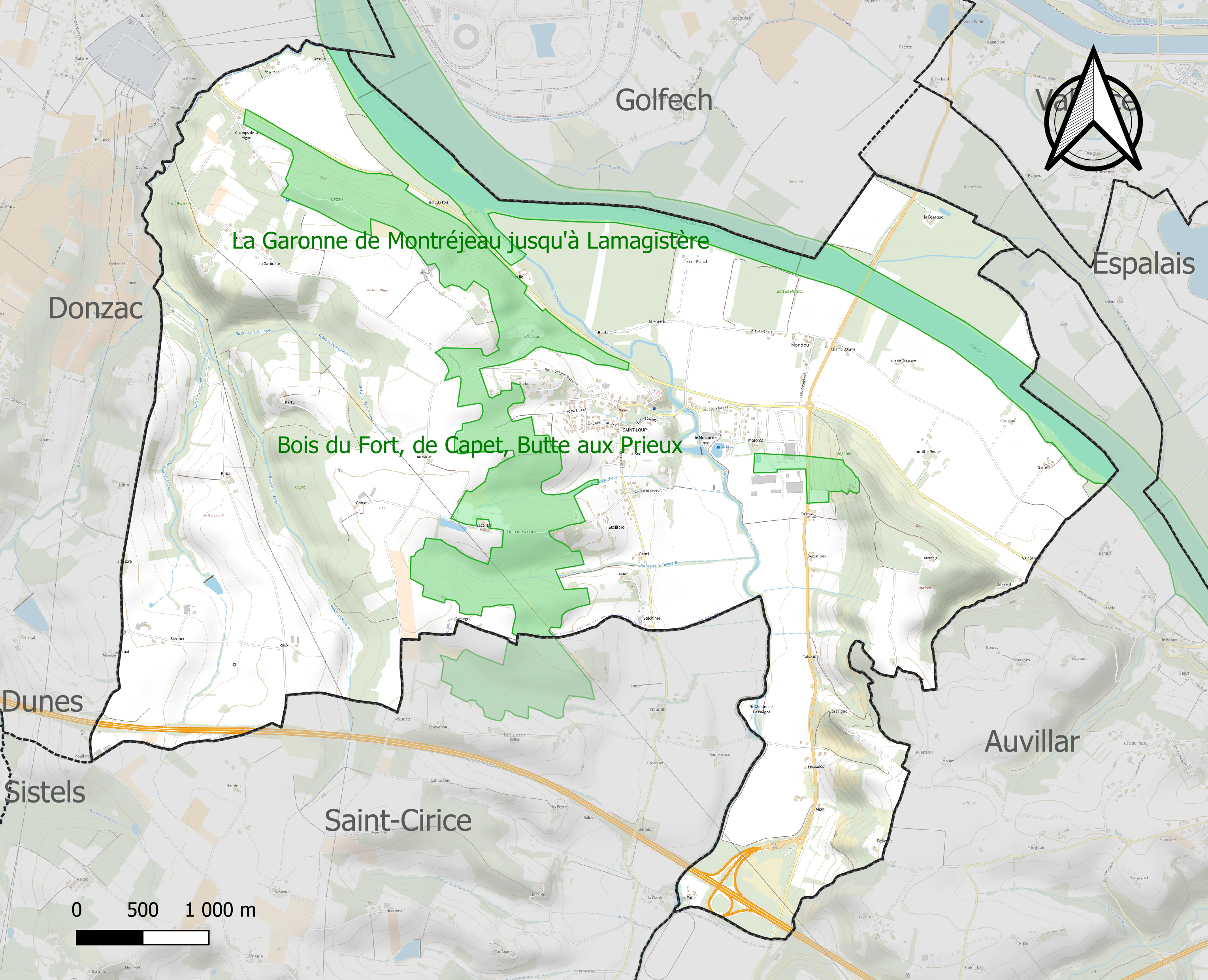
Carte des ZNIEFF de type 1 sur la commune.
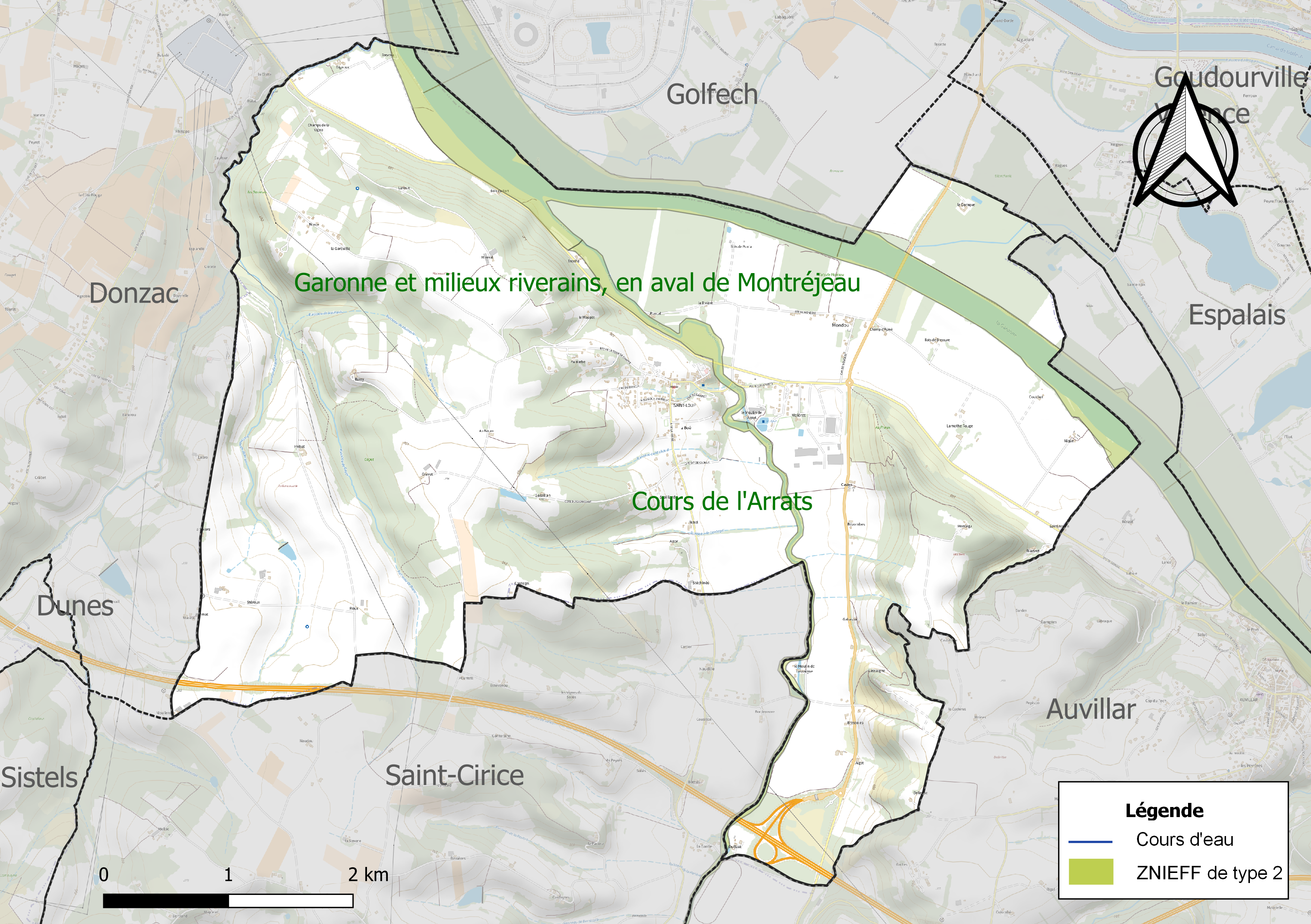
Carte des ZNIEFF de type 2 sur la commune.

## Urbanisme

### Typologie
Au 1er janvier 2024, Saint-Loup est catégorisée commune rurale à habitat dispersé, selon la nouvelle grille communale de densité à sept niveaux définie par l'Insee en 2022.
Elle est située hors unité urbaine. Par ailleurs la commune fait partie de l'aire d'attraction de Valence, dont elle est une commune de la couronne,. Cette aire, qui regroupe 16 communes, est catégorisée dans les aires de moins de 50 000 habitants,.

### Occupation des sols
L'occupation des sols de la commune, telle qu'elle ressort de la base de données européenne d’occupation biophysique des sols Corine Land Cover (CLC), est marquée par l'importance des territoires agricoles (64,6 % en 2018), une proportion sensiblement équivalente à celle de 1990 (64,8 %). La répartition détaillée en 2018 est la suivante : 
terres arables (59,9 %), forêts (27,2 %), zones agricoles hétérogènes (4,6 %), eaux continentales (4,3 %), zones urbanisées (3,9 %). L'évolution de l’occupation des sols de la commune et de ses infrastructures peut être observée sur les différentes représentations cartographiques du territoire : la carte de Cassini (XVIIIe siècle), la carte d'état-major (1820-1866) et les cartes ou photos aériennes de l'IGN pour la période actuelle (1950 à aujourd'hui).

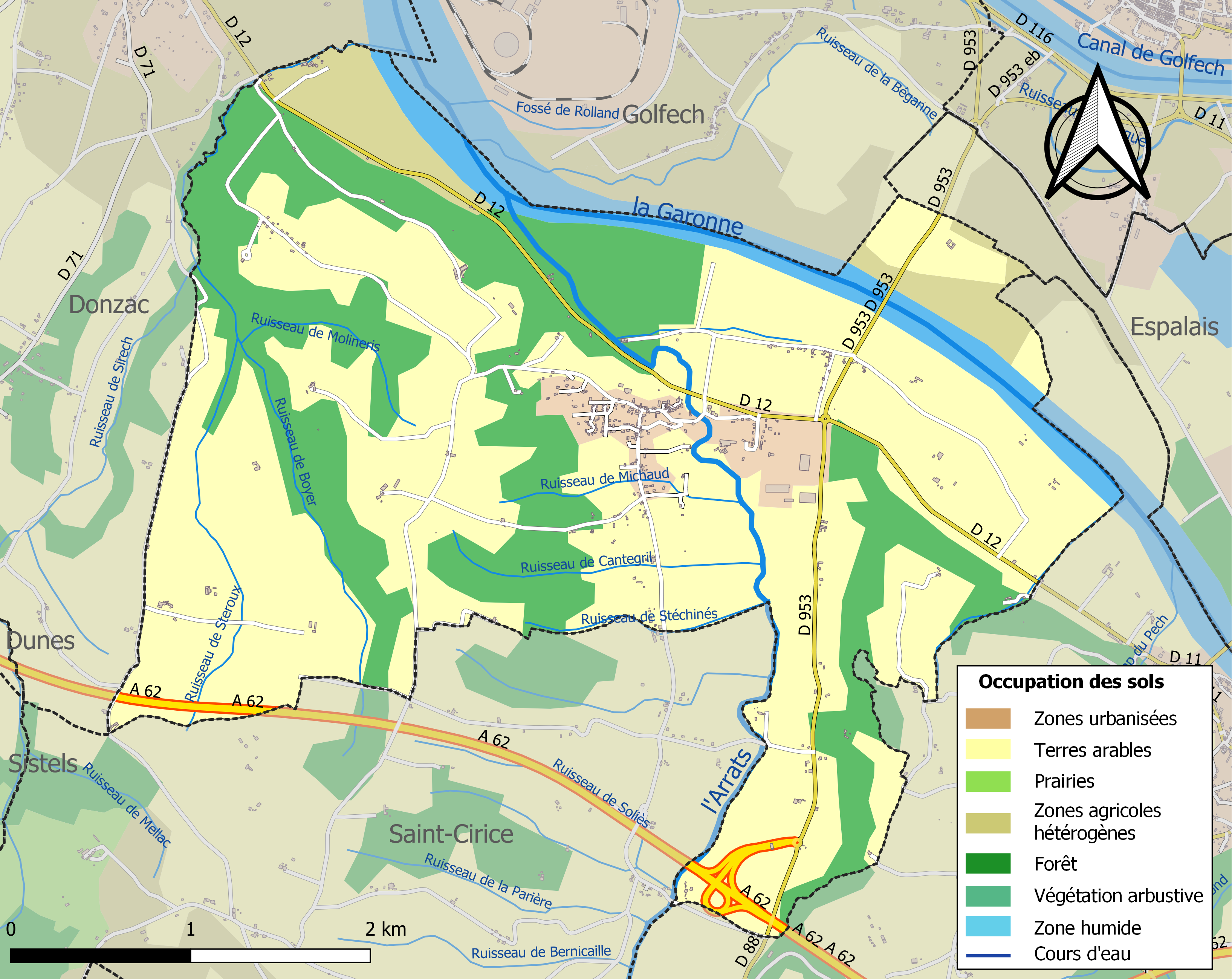
Carte des infrastructures et de l'occupation des sols de la commune en 2018 (CLC).

### Risques majeurs
Le territoire de la commune de Saint-Loup est vulnérable à différents aléas naturels : météorologiques (tempête, orage, neige, grand froid, canicule ou sécheresse), inondations, mouvements de terrains et séisme (sismicité très faible). Il est également exposé à deux risques technologiques,  le transport de matières dangereuses et le risque nucléaire. Un site publié par le BRGM permet d'évaluer simplement et rapidement les risques d'un bien localisé soit par son adresse soit par le numéro de sa parcelle.

#### Risques naturels
Certaines parties du territoire communal sont susceptibles d’être affectées par le risque d’inondation par débordement de cours d'eau, notamment la Garonne et l'Arrats. La cartographie des zones inondables en ex-Midi-Pyrénées réalisée dans le cadre du XIe Contrat de plan État-région, visant à informer les citoyens et les décideurs sur le risque d’inondation, est accessible sur le site de la DREAL Occitanie. La commune a été reconnue en état de catastrophe naturelle au titre des dommages causés par les inondations et coulées de boue survenues en 1982, 1993 et 1999,.
Saint-Loup est exposée au risque de feu de forêt. Le département de Tarn-et-Garonne présentant toutefois globalement un niveau d’aléa moyen à faible très localisé, aucun Plan départemental de protection des forêts contre les risques d’incendie de forêt (PFCIF) n'a été élaboré. Le débroussaillement aux abords des maisons constitue l’une des meilleures protections pour les particuliers contre le feu,.

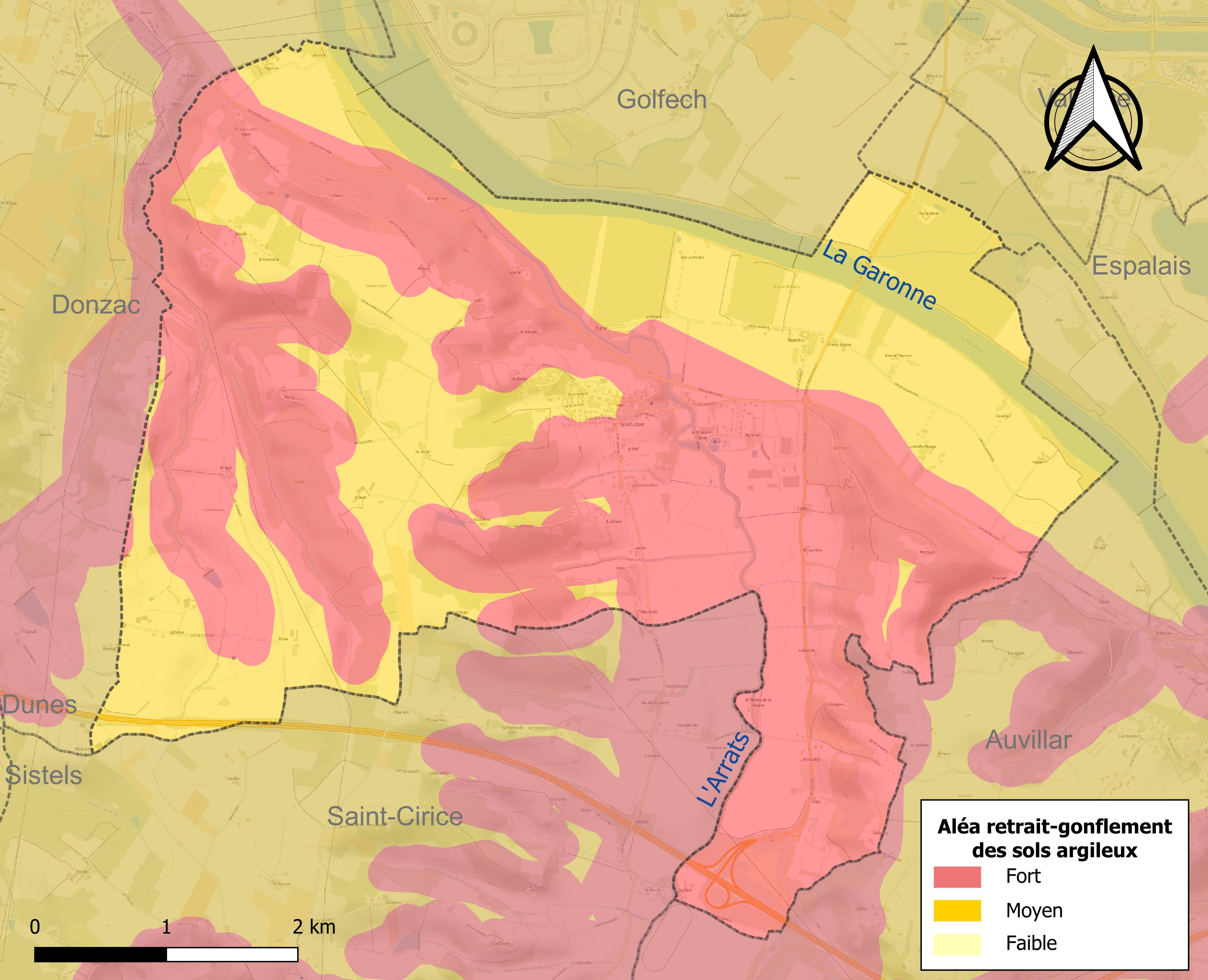
Carte des zones d'aléa retrait-gonflement des sols argileux de Saint-Loup.

Les mouvements de terrains susceptibles de se produire sur la commune sont des tassements différentiels.
Le retrait-gonflement des sols argileux est susceptible d'engendrer des dommages importants aux bâtiments en cas d’alternance de périodes de sécheresse et de pluie. La totalité de la commune est en aléa moyen ou fort (92 % au niveau départemental et 48,5 % au niveau national). Sur les 244 bâtiments dénombrés sur la commune en 2019, 244 sont en aléa moyen ou fort, soit 100 %, à comparer aux 96 % au niveau départemental et 54 % au niveau national. Une cartographie de l'exposition du territoire national au retrait gonflement des sols argileux est disponible sur le site du BRGM,.
Par ailleurs, afin de mieux appréhender le risque d’affaissement de terrain, l'inventaire national des cavités souterraines permet de localiser celles situées sur la commune.
Concernant les mouvements de terrains, la commune a été reconnue en état de catastrophe naturelle au titre des dommages causés par la sécheresse en 1989, 1991, 1992, 2002, 2003, 2009, 2012 et 2017 et par des mouvements de terrain en 1999.

#### Risques technologiques
Le risque de transport de matières dangereuses sur la commune est lié à sa traversée par des infrastructures routières ou ferroviaires importantes ou la présence d'une canalisation de transport d'hydrocarbures. Un accident se produisant sur de telles infrastructures est susceptible d’avoir des effets graves sur les biens, les personnes ou l'environnement, selon la nature du matériau transporté. Des dispositions d’urbanisme peuvent être préconisées en conséquence.
En cas d’accident grave, certaines installations nucléaires sont susceptibles de rejeter dans l’atmosphère de l’iode radioactif. La commune étant située dans le périmètre de sûreté de 5 km autour de la centrale nucléaire de Golfech, elle est exposée au risque nucléaire. En cas d'accident nucléaire, une alerte est donnée par différents médias (sirène, sms, radio, véhicules). Dès l'alerte, les personnes habitant dans le périmètre de 2 km se mettent à l'abri. Les personnes habitant dans le périmètre de 20 km peuvent être amenées, sur ordre du préfet, à évacuer et ingérer des comprimés d'iode,,.

## Histoire
Constituée de trois anciennes paroisses (Saint-Martin de Christinag, Saint-Jean de Castel et Saint-Loup formant un prieuré), la paroisse de Saint-Loup dépendait de la juridiction d'Auvillar.
Notons également l'éphémère paroisse de Saint-Michel-de-Lastours et sa bastide construite près d'une motte artificielle sur le plateau d'Agre.
Elle fut réunie à la Révolution avec la moitié de la paroisse de Saint-Martial en Condomois pour former la commune de Bouque-de-Rax, la rivière de l'Arrats se jetant dans la Garonne dans cette commune.

## Politique et administration
| Période                                  | Période  | Identité               | Étiquette | Qualité            |
| ---------------------------------------- | -------- | ---------------------- | --------- | ------------------ |
| maire en 1968                            | ?        | Pierre de Sainte-Marie | UDR       | Député (1958-1962) |
| avant 1981                               | ?        | Jacques Rivière        |           |                    |
| mars 2001                                | 2008     | Bernard Ducom          |           |                    |
| mars 2008                                | 2020     | Robert Baffalio        |           |                    |
| mars 2020                                | En cours | Stéphane Rebel         |           |                    |
| Les données manquantes sont à compléter. |          |                        |           |                    |

## Démographie
L'évolution du nombre d'habitants est connue à travers les recensements de la population effectués dans la commune depuis 1793. Pour les communes de moins de 10 000 habitants, une enquête de recensement portant sur toute la population est réalisée tous les cinq ans, les populations de référence des années intermédiaires étant quant à elles estimées par interpolation ou extrapolation. Pour la commune, le premier recensement exhaustif entrant dans le cadre du nouveau dispositif a été réalisé en 2008.

En 2022, la commune comptait 535 habitants, en évolution de +3,68 % par rapport à 2016 (Tarn-et-Garonne : +3,12 %, France hors Mayotte : +2,11 %).
| 1793 | 1800 | 1806 | 1821 | 1831 | 1836 | 1841 | 1846 | 1851 |
| ---- | ---- | ---- | ---- | ---- | ---- | ---- | ---- | ---- |
| 756  | 912  | 917  | 856  | 910  | 863  | 850  | 801  | 783  |

| 1856 | 1861 | 1866 | 1872 | 1876 | 1881 | 1886 | 1891 | 1896 |
| ---- | ---- | ---- | ---- | ---- | ---- | ---- | ---- | ---- |
| 722  | 648  | 674  | 640  | 596  | 620  | 596  | 555  | 536  |

| 1901 | 1906 | 1911 | 1921 | 1926 | 1931 | 1936 | 1946 | 1954 |
| ---- | ---- | ---- | ---- | ---- | ---- | ---- | ---- | ---- |
| 533  | 528  | 511  | 405  | 394  | 369  | 346  | 323  | 362  |

| 1962 | 1968 | 1975 | 1982 | 1990 | 1999 | 2006 | 2008 | 2013 |
| ---- | ---- | ---- | ---- | ---- | ---- | ---- | ---- | ---- |
| 382  | 391  | 354  | 337  | 527  | 361  | 443  | 469  | 507  |

| 2018 | 2022 | - | - | - | - | - | - | - |
| ---- | ---- | - | - | - | - | - | - | - |
| 525  | 535  | - | - | - | - | - | - | - |

## Économie

### Revenus
En 2018, la commune compte 196 ménages fiscaux, regroupant 487 personnes. La médiane du revenu disponible par unité de consommation est de 20 950 € (20 140 € dans le département).

### Emploi
|                | 2008  | 2013   | 2018   |
| -------------- | ----- | ------ | ------ |
| Commune        | 3,1 % | 8,5 %  | 10,3 % |
| Département    | 8,4 % | 10,2 % | 10,3 % |
| France entière | 8,3 % | 10 %   | 10 %   |

En 2018, la population âgée de 15 à 64 ans s'élève à 329 personnes, parmi lesquelles on compte 75,7 % d'actifs (65,3 % ayant un emploi et 10,3 % de chômeurs) et 24,3 % d'inactifs,. En  2018, le taux de chômage communal (au sens du recensement) des 15-64 ans est supérieur à celui du département et de la France, alors qu'en 2008 la situation était inverse.
La commune fait partie de la couronne de l'aire d'attraction de Valence, du fait qu'au moins 15 % des actifs travaillent dans le pôle,. Elle compte 125 emplois en 2018, contre 173 en 2013 et 75 en 2008. Le nombre d'actifs ayant un emploi résidant dans la commune est de 219, soit un indicateur de concentration d'emploi de 57,3 % et un taux d'activité parmi les 15 ans ou plus de 60 %.
Sur ces 219 actifs de 15 ans ou plus ayant un emploi, 28 travaillent dans la commune, soit 13 % des habitants. Pour se rendre au travail, 94,1 % des habitants utilisent un véhicule personnel ou de fonction à quatre roues, 3,3 % s'y rendent en deux-roues, à vélo ou à pied et 2,7 % n'ont pas besoin de transport (travail au domicile).

### Activités hors agriculture
25 établissements sont implantés  à Saint-Loup au 31 décembre 2019.
Le secteur du commerce de gros et de détail, des transports, de l'hébergement et de la restauration est prépondérant sur la commune puisqu'il représente 36 % du nombre total d'établissements de la commune (9 sur les 25 entreprises implantées  à Saint-Loup), contre 29,7 % au niveau départemental.

### Agriculture
La commune est dans les « Vallées et Terrasses », une petite région agricole occupant le centre et une bande d'est en ouest  du département de Tarn-et-Garonne. En 2020, l'orientation technico-économique de l'agriculture  sur la commune est la culture de céréales et/ou d'oléoprotéagineuses. 
|               | 1988 | 2000 | 2010 | 2020 |
| ------------- | ---- | ---- | ---- | ---- |
| Exploitations | 36   | 22   | 18   | 13   |
| SAU (ha)      | 762  | 780  | 830  | 928  |

Le nombre d'exploitations agricoles en activité et ayant leur siège dans la commune est passé de 36 lors du recensement agricole de 1988  à 22 en 2000 puis à 18 en 2010 et enfin à 13 en 2020, soit une baisse de 64 % en 32 ans. Le même mouvement est observé à l'échelle du département qui a perdu pendant cette période 57 % de ses exploitations,. La surface agricole utilisée sur la commune a quant à elle augmenté, passant de 762 ha en 1988 à 928 ha en 2020. Parallèlement la surface agricole utilisée moyenne par exploitation a augmenté, passant de 21 à 71 ha.

## Culture locale et patrimoine

### Lieux et monuments
- Église Saint-Loup de Saint-Loup.

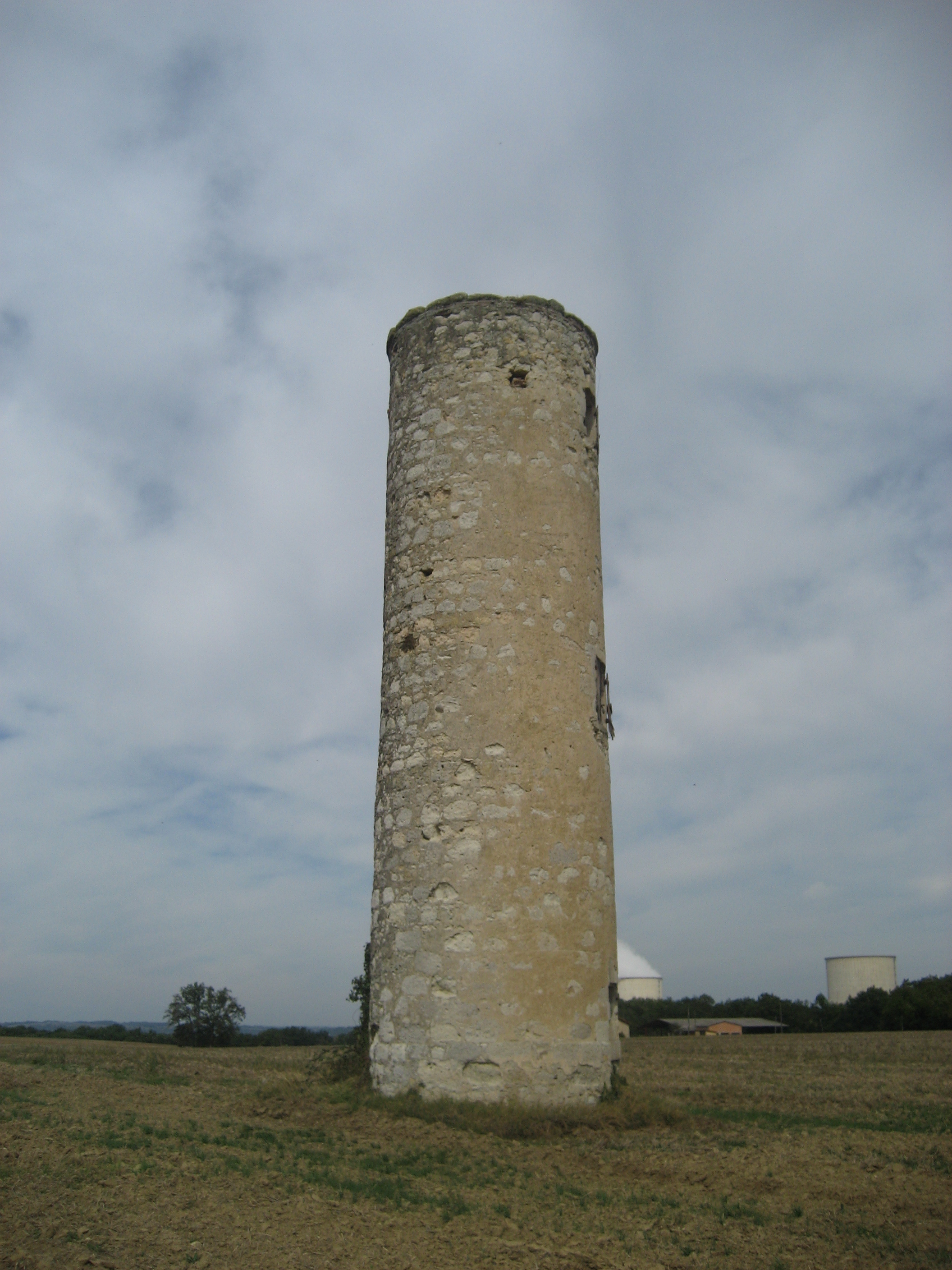
Tour Chappe de Saint-Loup.

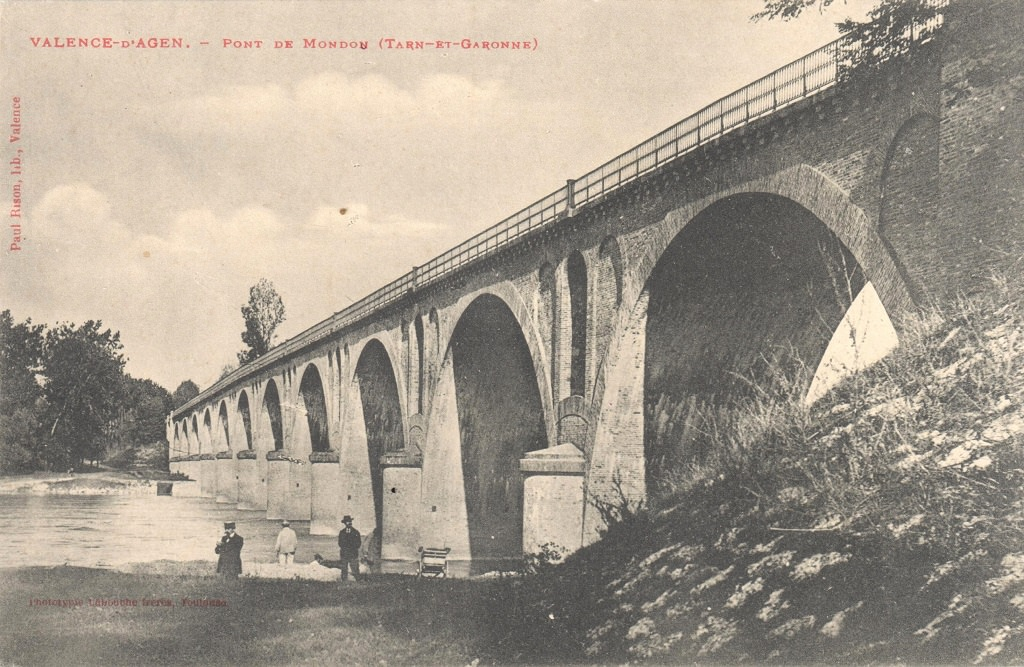
Pont de Mondou.

- Château d'Agre, reconstruit au XVIIIe siècle pour la famille de Gironde.
- Château de Lassaigne, demeure de la famille du Gout, alias de Goth d'Albret.
- Tour (1834-1854) de la ligne Avignon-Bordeaux du télégraphe Chappe, située sur un terrain communal du plateau d'Agre[44].
- Pont de Mondou, pont en arches construit en 1882 au lieu-dit du même nom pour permettre à la RD 953 ouverte à la même époque de franchir la Garonne[45].

### Héraldique
| Blason de Saint-Loup | Blason  | Écartelé: au 1er d'azur au lion d'argent sur une terrasse de sinople, au chef cousu de gueules chargé de trois étoiles d'argent, au 2e d'or à trois fasces de gueules, au 3e d'azur à trois fasces d'argent, au 4e contre-écartelé aux I et IV d'or à trois hirondelles de sable, becquées et membrées de gueules, les deux du chef affrontées et celle de la pointe au vol étendu, aux II et III d'azur à la croix tréflée d'or. |
| Blason de Saint-Loup | Détails | Le statut officiel du blason reste à déterminer. |

### Personnalités liées à la commune
- Henri Perrotin (1845 - 1904), astronome né au village.
- Pierre de Sainte-Marie (1897 - 1986), homme politique français.
- Arnaud Courriere, canonnier de la marine napoléonienne, il s'illustre sous l'Empire et reçoit une "grenade d'or" (récompense rare il en existe 120) et fut l'un des premiers bénéficiaires de la légion d'honneur.
- Jean-François du Gout de Lassaigne, alias comte du Gout d'Albret (1815-1854), poète et littérateur.
- Joseph du Gout de Lassaigne, alias vicomte du Gout d'Albret (1821-1892), frère du précédent, écrivain.